# ناو کلاس هادوندیگر
کروزر کلاس هادوندیگر (به انگلیسی: Hüdâvendigâr-class cruiser) یک کلاس از کشتی است که طول آن ۲۸۰ فوت (۸۵٫۳ متر) می‌باشد.